# 颱風瑪莉亞 (2018年)
颱風瑪莉亞（英語：Typhoon Maria，國際編號：1808，聯合颱風警報中心：WP102018，菲律賓大氣地球物理和天文服務管理局：Gardo）為2018年太平洋颱風季第八個被命名的風暴。「瑪莉亞」一名由美國提供，是查摩洛女人的名字。「瑪莉亞」也是該年第一個達到薩菲爾-辛普森颶風等級之五級強度的熱帶氣旋。

## 氣象歷史
6月26日，一個擾動生成，美國海軍研究室給予擾動編號91W。
6月28日上午，聯合颱風警報中心給予評級「低」。 
7月2日上午，聯合颱風警報中心將此系統的評級提升為「中」。當日中午，聯合颱風警報中心將此系統的評級提升為「高」並同時發出熱帶氣旋形成警報。
7月3日，聯合颱風警報中心將其升格為熱帶低氣壓，並給予熱帶氣旋編號10W。另外，日本氣象廳也將其升格為熱帶低氣壓。交通部中央氣象局亦有升格。14時，日本氣象廳對其發布烈風警報。
7月4日晚上，聯合颱風警報中心將其升格為熱帶風暴。20時，日本氣象廳也將其升格為熱帶風暴，給予國際編號1808，並命名為「瑪莉亞」。
7月5日早上，日本氣象廳將其升格為強烈熱帶風暴。同日下午，聯合颱風警報中心將其升格為颱風。同日晚上，日本氣象廳將其升格為颱風。
7月6日早上，聯合颱風警報中心將其升格為超級颱風。国家气象中心也將其升格為超強颱風。同日下午2時，臺灣中央氣象局將其升格為強烈颱風。晚間，瑪莉亞進入眼牆置換循環，因此聯合颱風警報中心將其降格為颱風。
7月8日上午，瑪莉亞的眼牆置換循環結束，聯合颱風警報中心於下午再度升格為超級颱風。
7月9日，瑪莉亞進入水温較低海域，聯合颱風警報中心再次把瑪莉亞降格為颱風。
7月10日下午5時，国家气象中心將其降為強颱風级。半小時後，中央氣象局將其降格為中度颱風。晚上8時，香港天文台將其降格為強颱風。
7月11日，瑪莉亞從福建省連江縣東引鄉登陸。上午9時10分，瑪莉亞於福建省福州市連江縣黃岐半島再次登陸。国家气象中心於上午10時將其降格為颱風，並於上午11時降格為強熱帶風暴。下午1時，国家气象中心將其降格為熱帶風暴。下午2時30分，臺灣中央氣象局將其降格為輕度颱風。下午5時，日本氣象廳將其降格為強烈熱帶風暴。同日晚上，再將其降格為熱帶風暴。
7月12日，日本氣象廳將其降格為熱帶性低氣壓，聯合颱風警報中心也對其發出最後警報。

### 事後調整
聯合颱風警報中心在2019年10月發布的最佳路徑中，把瑪莉亞的第一次巔峰調降為135節，第二次巔峰調升為145節。

## 影響

### 關島
瑪莉亞在7月5日凌晨橫過關島附近海域，為當地帶來強風和大雨，所幸並無傷亡。風暴吹襲期間，數架停泊在安德森空軍基地的KC-135空中加油機在強風中受損，受損位置在噴氣發動機，但預計能在短時間內完成維修。

### 琉球群島

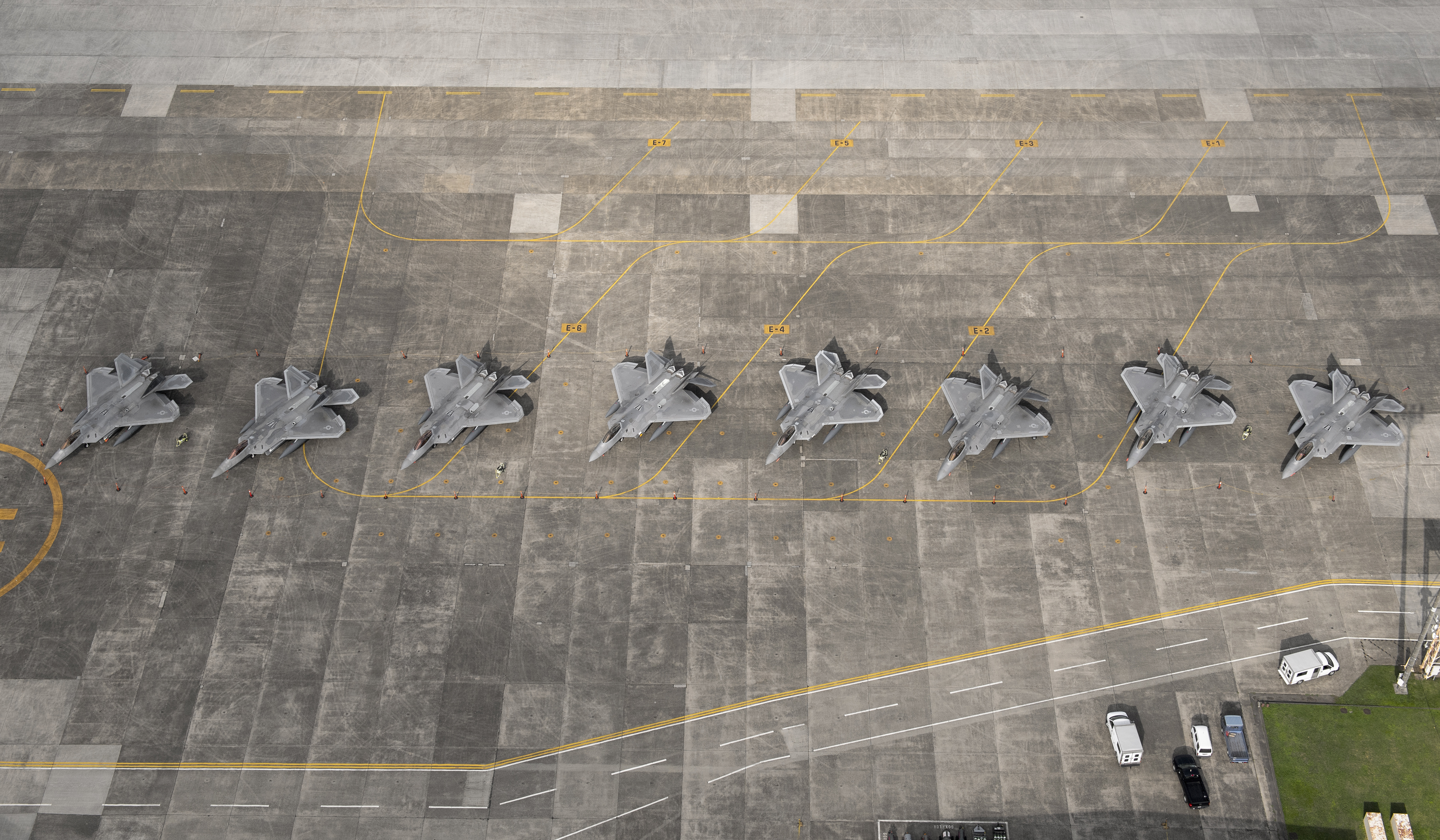
受颱風瑪莉亞影響，八架F-22猛禽戰鬥機從嘉手納空軍基地撤離

7月10日，瑪莉亞靠近沖繩，日本氣象廳發布了暴風與大浪警戒，當局已要求5.5萬人撤離。

### 臺灣、馬祖
| 彭佳嶼 · 34.7 m/s板橋 · －鞍部 · 17.4 m/s竹子湖 · 4.9 m/s淡水 · 6.9 m/s基隆 · 10.6 m/s臺北 · 7.8 m/s新屋 · －新竹 · 4.8 m/s宜蘭 · 6.3 m/s蘇澳 · 9.3 m/s花蓮 · 9 m/s成功（新港） · 5.3 m/s臺東 · 5.8 m/s大武 · 6 m/s蘭嶼 · 18.9 m/s臺中 · 4.3 m/s梧棲 · 13.4 m/s日月潭 · 5.1 m/s阿里山 · 4.3 m/s嘉義 · 4.5 m/s玉山 · 13.6 m/s臺南 · 6.4 m/s高雄 · 6.3 m/s恆春 · 6.4 m/s澎湖 · 6.4 m/s東吉島 · 12.9 m/s金門 · 7.5 m/s馬祖 · 16.4 m/sclass=notpageimage\| 中華民國交通部中央氣象署署屬氣象測站測得最大持續風力。圖例： · 無數據 · 測得5級風或以下 · 測得6至7級風 · 測得8至9級風 · 測得12至15級風 | 彭佳嶼 · 52 m/s板橋 · －鞍部 · 35.1 m/s竹子湖 · 20.6 m/s淡水 · 23 m/s基隆 · 22.8 m/s臺北 · 20.9 m/s新屋 · －新竹 · 13.3 m/s宜蘭 · 16.5 m/s蘇澳 · 21.6 m/s花蓮 · 14.6 m/s成功（新港） · 13.1 m/s臺東 · 13.6 m/s大武 · 14.8 m/s蘭嶼 · 31.2 m/s臺中 · 11.5 m/s梧棲 · 21.3 m/s日月潭 · 12.3 m/s阿里山 · 11.4 m/s嘉義 · 10.7 m/s玉山 · 17.9 m/s臺南 · 13.5 m/s高雄 · 11.5 m/s恆春 · 14 m/s澎湖 · 13.8 m/s東吉島 · 16.9 m/s金門 · 16.1 m/s馬祖 · 36.2 m/sclass=notpageimage\| 中華民國交通部中央氣象署署屬氣象測站測得最大陣風。圖例： · 無數據 · 測得5級風或以下 · 測得6至7級風 · 測得8至9級風 · 測得10至11級風 · 測得12至15級風 · 測得16級風或以上 |

當地發布之颱風警報：海上陸上颱風警報
各國預報機構最初預測瑪莉亞會掠過沖繩，再在東海北上，影響華東及韓國。由於太平洋高壓脊持續增強並維持強勢，令各國預報機構把瑪莉亞的預測路徑南調，對臺灣構成更大威脅。中央氣象局於7月9日下午2點30分，即瑪莉亞颱風位於台北東南東方約1091公里時，發佈海上颱風警報，並於當天晚上11點30分，瑪利亞移至距離宜蘭約810公里處海面上時對新北、基隆、台北、宜蘭發布陸上颱風警報。10日凌晨2點30分，陸上颱風警報擴大發布至桃園、新竹、苗栗、台中、南投、花蓮。3小時後，即凌晨5點30分，氣象局將彰化列入警戒範圍。並對北部山區發布豪雨特報、北部平地、中部平地、南部山區、花蓮地區、高雄地區發布大雨特報。根據國家災害防救科技中心資料顯示,彰化以北的縣市及宜蘭地區為強風致災風險區域。10日上午，經過氣象局與各縣市首長視訊會議後，北北基、桃園（復興區為下午12點起）、新竹縣市、苗栗宣布自當日下午4點起停班停課，宜蘭則為下午3點起停班停課。
7月11日新北市、桃園市、新竹市、新竹縣、苗栗縣及連江縣因有達到停班停課標準宣佈當天停班停課，9日白天受到瑪莉亞外圍沉降作用影響，北台灣普遍出現高溫，台北都會區測得攝氏37.8度高溫，桃園沿海亦測得氣溫攝氏37.4度。10日白天同樣受到外圍沉降作用影響，並在花蓮地區造成焚風，使花蓮許多測站皆測得攝氏36度以上高溫天祥於當天下午2點40分最高溫達攝氏40.3度、和中也有攝氏38.2度高溫。（但由於自動測站資料未經驗證，因此不能視作打破2004年於台東的40.2度台灣高溫紀錄）
交通方面9日馬祖－馬尾小三通全線停航2航次。10日及11日馬祖－馬尾小三通持續全線停航2航次。台東－綠島航線、台東－蘭嶼航線、後壁湖－蘭嶼航線分別預計全日停航14航次、8航次、8航次。台灣高鐵於10日全線正常營運，並做好防颱準備，預計於當天晚間8點宣布隔天(11日)營運狀況。台鐵10日上午9點宣布，當天下午4點前，所有列車皆正常行駛。下午4點後，西部幹線自177次南下自強號列車、138次北上自強號列車發車後，對號列車全面停駛，並視風雨加開區間列車。東部幹線則於北上431次、71次莒光號、北上282次自強號發車後全面停駛，同樣是風雨情形加開區間列車。較早時間開車的181次自強號僅行駛至台北站、522次莒光號、52次莒光號則行駛彰化站為止。平溪線自傍晚5點起停駛、內灣線自晚上7點起停駛。南迴線、六家線、集集線、沙崙線則維持正常營運。國際航班部分，中華航空宣布桃園—琉球4架班次延至明日(11日)起飛。10日晚上8點後桃園起飛之歐洲、美加及澳洲航班，將提前至晚上8點前起飛。長榮航空取消10日下午往返桃園—沖繩2架班次，下午5點以後至明天中午12點所有由桃園機場、松山機場起降的班機將提前、延後或取消。台灣虎航則取消14架次航班，並提前2架次及延後5架次班機。國內航班則隨著瑪莉亞逼近，陸續取消10日下午的班機。公路部分，中橫、蘇花、北宜公路、南橫公路部分路段10日晚間6點起只出不進，8點進行預警性全面封閉。
11日，隨著瑪莉亞逐漸遠離，中央氣象局在上午11時30分解除臺灣本島的陸上颱風警報，下午2時30分解除海上颱風警報。但受其環流影響，北部地區及馬祖預測仍有9-11級強陣風。中央氣象局同時發出陸上強風特報，直至翌日上午6時10分解除。

### 中國大陸
當地發佈之最高颱風預警信號： 颱風紅色預警信號
随着玛莉亚逐渐靠近中国东南沿岸，国家气象中心于7月9日上午6時发布台风蓝色预警，当时玛莉亚集結在台湾宜兰县东偏南方约1350公里的西北太平洋上。由於瑪莉亞迅速靠近，中央气象台于當日上午10時改发台风黄色预警，中国气象局亦启动台风三级应急响应。同日下午6时，国家气象中心改发台风橙色预警；7月10日上午10时，国家气象中心发布台风红色预警，并将台风三级应急响应提升至二级。
中国大陆政府对台风“玛莉亚”来袭做出全面部署。国家防总于9日12时启动防汛防台风三级应急响应，派出4个工作组分赴福建、浙江、江西、安徽等省协助开展防汛防台风工作。国家减灾委员会、应急管理部紧急启动国家救灾预警响应，向福建、浙江、上海、安徽、江西、河南、湖北、湖南、广东等省份下发紧急通知，要求各地应急管理部门和民政救灾部门进一步加强应急值守，提前做好台风灾害防范应对各项工作，确保受灾群众基本生活。
福州市人民政府防汛抗旱指挥部发布《福州市防台风防汛动员令》，从7月11日0:00时开始到防台风一级应急响应结束之前，在鼓楼、台江、仓山、马尾、晋安、长乐等六个城区、高新区、大学城和沿海的福清、连江、罗源等三个县（市）实行“三停一休”，即停工（业）、停产、停课、休市。 7月11日16：30起，福州市防指将防台风一级响应降为三级，并启动防暴雨三级响应，此前《福州市防台风防汛动员令》自动取消，可以开市。
对于交通方面之影响，福州长乐国际机场已有32架次航班因台风取消。福建海峡高速客滚轮航运有限公司也发出公告，“丽娜轮”原定11日第1697次台北往返平潭航班停航。湄洲岛轮渡从9日开始，视风浪情况适时停航。铁路方面，国铁上海局和南昌局已停售7月11日—12日的福建省内部分区段旅客列车车票。

## 熱帶氣旋警告使用紀錄

### 中國大陸
| 国家气象中心 颱風預警信號 | 国家气象中心 颱風預警信號 | 国家气象中心 颱風預警信號 |
| ------------------------- | ------------------------- | ------------------------- |
| 上一熱帶氣旋              | 颱風藍色預警信號          | 下一熱帶氣旋              |
| 熱帶風暴艾雲尼            | 颱風藍色預警信號          | 熱帶風暴山神              |
| 強颱風卡努                | 颱風黃色預警信號          | 強熱帶風暴安比            |
| 強颱風卡努                | 颱風橙色預警信號          | 超強颱風山竹              |
| 超强台风天鸽              | 颱風紅色預警信號          | 超強颱風山竹              |

### 臺灣
| 交通部中央氣象局 颱風警報 | 交通部中央氣象局 颱風警報 | 交通部中央氣象局 颱風警報 |
| ------------------------- | ------------------------- | ------------------------- |
| 上一熱帶氣旋              | 海上颱風警報              | 下一熱帶氣旋              |
| 中度颱風泰利              | 海上颱風警報              | 強烈颱風山竹              |
| 中度颱風天鴿              | 陸上颱風警報              | 輕度颱風丹娜絲            |

## 外部連結
- （日語）日本氣象廳首頁 （页面存档备份，存于）
- （英文）美國聯合颱風警報中心首頁 （页面存档备份，存于）
- （简体中文）中央氣象台首頁
- （繁體中文）中央氣象局首頁 （页面存档备份，存于）
- （繁體中文）香港天文台首頁 （页面存档备份，存于）
- （繁體中文）澳門地球物理暨氣象局首頁 （页面存档备份，存于）
- （英文）菲律賓大氣地球物理和天文服務管理局首頁 （页面存档备份，存于）